# Amilale Esaroma
Amilale Esaroma (ur. 24 lipca 1985) – samoański piłkarz występujący na pozycji napastnika. W 2012 roku wziął udział w Pucharze Narodów Oceanii.